# شامسول مايدين
شمسول مايدن، من مواليد 16 أبريل 1966، وهو سنغافوري، وهو حكم كرة قدم.
و قد حكم في العديد من البطولات المهمة مثل كأس آسيا 1996 وكأس آسيا 2000 وكأس آسيا 2004 وكأس الأمم الأفريقية لكرة القدم 2006 وكأس العالم لكرة القدم 2006.
و قد أختير في عامي 2005 و2006 كأفضل حكم في قارة آسيا.

## روابط خارجية
- شامسول مايدين على موقع Soccerway.com (الإنجليزية)